# Nickelodeon (Németország)
A Nickelodeon Németország a Nickelodeon német nyelvű változata.

## Története
Az eredeti verzió 1995. július 5. Az állomás reggel 6-tól este 8-ig tartott. Az állomás 1998. május 31-jén szűnt meg, a Der Kinderkanal történt reklám problémák és versengés miatt. A VH1 2001-es megszűnés után az MTV2 Pop váltotta fel.
A műsorblokk az alábbi rajzfilmeket adta:
- Fecsegő tipegők
- Hé, Arnold!
- Ren és Stimpy show
- Doug
- Clarissa
- Fifteen
- Rocko
- Pete és kis Pete
- Jaj, a szörnyek!
- KaBlam!
- Hódító hódok

2005. szeptember 12-én a német Nickelodeon új csatornaként jött létre NICK néven. Kezdetben főműsoridőben a NICK Comedy programblokkot adta, ami sorozatokat és egyéb szórakoztató műsorokat adott. 2006 márciusától a nemzetközi műsorok mellett saját műsorokat is csinált, 2007 októberében megrendezték a Nickelodeon Kids’ Choice Awards német verzióját, ugyanez év decemberében elindult NICK Premium fizetős társcsatornája.
2006. június 1-én elindult a csatorna Ausztriában, 2009. április 1-én pedig Svájcban is. 2010. március 30-án elfogadták a nemzetközi Nickelodeon brand-et; a csatornát átnevezték Nickelodeonra, a NICK Premiumot pedig Nicktoonsra. 2011. június 1-től HD-ben is fogható. 2012 januárjától átváltottak a jelenleg is használt logóra.

## Műsorok

### Jelenlegi
- Avatár – Aang legendája
- Korra legendája
- Beyblade: Metal Fusion
- Big Time Rush
- Danny Phantom
- Hotel 13
- iCarly
- Johnny Test
- Kung Fu Panda – A rendkívüliség legendája
- Fiúkkal az élet
- Lucky Fred
- Monsuno
- A Madagaszkár pingvinjei
- Max Steel
- Power Rangers Samurai
- Robot és Mumus
- Rabbids: Invázió
- Sanjay és Craig
- SpongyaBob Kockanadrág
- Szörnyek az űrlények ellen
- Tini Nindzsa Teknőcök
- Tündéri keresztszülők
- Transformers: Prime
- Született kémek
- V, mint Viktória
- Winx Club
- Yu-Gi-Oh!

### Nick Jr.
- Dóra, a felfedező
- Max és Ruby
- Én kicsi pónim: Varázslatos barátság
- Tickety Toc
- Olive the Ostrich
- Bubbi Guppik
- Umizoomi csapat
- The Backyardigans

### Korábbi
- 3-2-1 Pingvinek!
- Jaj, a szörnyek!
- Felnövekvő fecsegők
- Hódító hódok
- Artzooka
- Ginger naplója
- Vissza a farmra!
- Bratz
- Bucket és Skinner hősies kalandjai
- Carl Squared
- MacsEb
- Kandúrbanda
- ChalkZone
- Clarissa Explains It All
- Anubisz házának rejtélyei
- Drake és Josh
- Dennis, a komisz
- A Tigris
- Fanboy és Chum Chum
- Flatmania
- Genie in the House
- Grossology
- Growing Up Creepie
- Lego: Hero Factory
- Hé, Arnold!
- Huntik
- Invader Zim
- Iron Man: Armored Adventures
- Jimmy Neutron kalandjai
- King Arthur’s Disasters
- KaBlam!
- Kappa Mikey
- Kenan és Kel
- Az életem tinirobotként
- Naturally, Sadie
- Ned’s Declassified School Survival Guide
- Noah Knows Best
- Sheen bolygója
- Rekkit the Rabbit
- Ricky Sprocket: Showbiz Boy
- Rocket Power
- Rocko
- Fecsegő tipegők
- Skyland – Az új világ
- Sorry, I’ve Got No Head
- Sweet Valley High
- Tak és JUJU ereje
- Team Planet
- Pete és kis Pete
- The Gnoufs
- B, a szuperméh
- Ren és Stimpy show
- Az alakulat
- The Wild Thornberrys
- The X’s
- Trollz
- True Jackson, VP
- S.T.R.A.M.M. – A kém kutya
- Nincs mese (Unfabulous)
- Wayside suli
- Yakkity Yak
- Zoey 101

### Korábbi Nick Jr. sorozatok
- Allegra ablaka
- Blue’s Clues
- Care Bears
- Go, Diego, Go!
- Gullah Gullah Island
- Henry kerti meséi
- Jim Henson’s Animal Show with Stinky and Jake
- Make Way for Noddy
- Miss Spider és a Napsugár rét lakói
- Ni Hao Kai-Lan
- Paz
- Eperke legújabb kalandjai
- Traktor Tom
- Uki
- Csudalények – Minimentők